# 자기 저항 메모리
자기 저항 메모리(Magnetoresistive random-access memory, MRAM, 엠램)는 비휘발성 컴퓨터 메모리 기술이며 1990년대부터 개발이 진행 중이다. 현재의 메모리, 특히 플래시 램과 디램의 밀도가 꾸준히 늘어나면서, 시장에서 MRAM은 틈새 제품이라는 위치를 벗어나지 못하였다. 그러나 MRAM을 지지하는 사람들은 MRAM의 뛰어난 이점 때문에 MRAM이 결국 시장을 지배하여 유니버설 메모리가 될 것으로 믿고 있다. 에버스핀에서 생산 중이며 글로벌파운드리와 삼성을 포함한 다른 기업들은 제품 계획을 발표하였다.

## 응용
MRAM을 사용하는 장치나 환경은 다음과 같다:
- 우주 공간과 군사 체계
- 디지털 카메라
- 노트북 컴퓨터
- 스마트카드
- 휴대 전화
- 휴대 전화 기지국
- 개인용 컴퓨터
- 배터리 백업을 위한 에스램을 대신
- 자료 기록 전문 메모리 (블랙박스)

## 같이 보기
- FeRAM
- PRAM
- NvSRAM
- EEPROM
- NRAM
- 강자성